# Federica Arcidiacono
Federica Arcidiacono (* 14. April 1993 in Padua) ist eine italienische Tennisspielerin.

## Karriere
Arcidiacono spielt hauptsächlich auf der ITF Women’s World Tennis Tour, wo sie bislang einen Einzel- und sechs Doppeltitel gewann.

## Turniersiege

### Einzel
| Nr. | Datum         | Turnier | Kategorie | Belag | Finalgegnerin      | Ergebnis      |
| --- | ------------- | ------- | --------- | ----- | ------------------ | ------------- |
| 1.  | 21. Juli 2019 | Tabarka | ITF W15   | Sand  | Paula Arias Manjon | 3:6, 6:1, 6:3 |

### Doppel
| Nr. | Datum          | Turnier                  | Kategorie   | Belag | Partnerin          | Finalgegnerinnen                          | Ergebnis         |
| --- | -------------- | ------------------------ | ----------- | ----- | ------------------ | ----------------------------------------- | ---------------- |
| 1.  | 10. Mai 2014   | Santa Margherita di Pula | ITF $10.000 | Sand  | Martina Spigarelli | Luisa Marie Huber Natalia Siedliska       | 6:1, 6:4         |
| 2.  | 8. August 2015 | Targu Jiu                | ITF $10.000 | Sand  | Martina Spigarelli | Daniela Farfan Giulia Pairone             | 6:0, 7:66        |
| 3.  | 6. Mai 2016    | Santa Margherita di Pula | ITF $10.000 | Sand  | Gaia Sanesi        | Veronica Napolitano Anna-Giulia Remondina | 6:4, 6:1         |
| 4.  | 24. Juni 2017  | Sassuolo                 | ITF $15.000 | Sand  | Martina Spigarelli | Carla Lucero Ana Sofía Sánchez            | kampflos         |
| 5.  | 18. Mai 2019   | Barletta                 | ITF W15     | Sand  | Jessica Bertoldo   | Beatrice Lombardo Angelica Raggi          | 6:2, 6:0         |
| 6.  | 20. Juli 2019  | Tabarka                  | ITF W15     | Sand  | Nuria Brancaccio   | Paula Arias Manjón Julyette Steur         | 6:4, 4:6, [10:6] |